# Sant Esteve de la Selva de Mar
Sant Esteve és una església a l'inici de la Plaça del Camp de l'Obra. al nucli urbà de la població de la Selva de Mar (Alt Empordà) inclosa a l'Inventari del Patrimoni Arquitectònic de Catalunya. L'església de la Selva és documentada successivament amb els noms de Sant Esteve de la vall de Subiradells (segle X), Sant Esteve de Mata, Sant Esteve de Mata de Selva i de la Selva.

## Arquitectura
És una església d'una nau amb capelles laterals i capçalera semicircular a l'extrem nord. La nau està coberta amb volta de canó amb arcs torals de mig punt; al presbiteri hi ha volta de quart d'esfera. Hi resten tres capelles laterals per banda que són de planta rectangular amb voltes de canó. Tot l'interior es troba arrebossat. A llevant de la capçalera s'hi afegeix la sagristia que té volta d'arestes sobre quatre mènsules de pedra amb motllures ornamentals. A la part superior dels murs laterals s'obre, a l'exterior, un seguit de grans arcades apuntades; també hi veiem petites espitlleres fetes amb terrissa. Al centre de l'absis hi ha una finestra de doble biaix i arcs de mig punt, tapiada i només visible exteriorment. L'aparell dels murs antics és fet de grans rebles de pissarra sense treballar i morter.
A la façana moderna hi ha una porta d'arc rebaixat amb els brancals de pedra i la llinda adovellada, tres finestres de mig punt emmarcades per un timpà semicircular i un rosetó emmarcat amb maons a sardinell, a la part superior. Al costat est, el nou campanar té la base quadrada i un cos superior octogonal amb vuit obertures, tot arrebossat i encalcinat. Als costats de la porta hi ha uns pedrissos bastits amb alguns carreus de marbre del país i de pedra calcària, procedents del frontis anterior. A l'interior del temple destaquen diversos elements mobles com la pila baptismal d'estil gòtic localitzada a la primera capella lateral del costat de ponent de la nau. Es tracta d'una pila de pedra amb peu, a manera de copel·la, amb decoració incisa. Presenta un fris corregut a mitjana alçada que envolta la pila, decorat amb rosetes i motius geomètrics. La tapa és de forma hexagonal i de ferro, amb una creu llatina com a coronament.
Un altre element destacable d'aquesta mateixa capella, utilitzada a manera de baptisteri, és la reixa de ferro que la tanca. Aquest reixa és de ferro forjat, profusament decorada amb motius ornamentals. Se situa vers els segles xvi i xvii.

## Història
El temple primitiu no era pas situat al lloc de la parròquia actual: La primitiva església de Sant Esteve és l'actual ermita de Sant Sebastià, romànica als afores del nucli de la vila. La nova es degué construir quan aquest nucli s'aglutinà segurament a finals del segle xvi o a inicis del XVII. L'església fou possessió del cenobi de Sant Pere de Rodes. Consta en la donació feta pel comte d'Empúries Gausfred l'any 974 i és confirmada aquest mateix any pel papa Benet VI (Sancti Stephani quae est in valle Subiradellos); també el rei Lotari el 982 i pel papa Joan XV el 990.
És esmentada el 1279 com "ecclesia de Silva" a les "Rationes Decimarum". El 1316 i el 1362 "Sancti Stephani de Mata" i de "Mata de Silva", respectivament, consta com a parròquia. El 1367, l'abat Arnau de Sant Pere de Rodes, accedí que Pere Porcell permutés els drets que tenia sobre "Sancti Stephani de Mata" per un altre benifet. Durant molt temps fou l'única parròquia d'una rodalia molt extensa; l'església de Sant Fruitós de la Vall de Santa Creu i, més tard, la del Port de la Selva, n'eren sufragànies (incorporava tot l'antic districte de Santa Creu de Rodes). La construcció al nucli de la Selva de Mar de l'edifici original data cap a la fi del segle xvi i principis del XVII. A les llindes d'una porta i d'un armari encastat de la sagristia de l'edifici hi figura l'any 1605.
L'any 1929, Santa Maria de les Neus del Port fou erigida en parroquial i la de la Vall passà a dependre'n. Hi hagué fortes protestes i accions per part dels veïns de la Selva. La destrucció de la part meridional de l'edifici, frontis i cloquer, tingué lloc el mes de febrer del 1939 en explotar el material bèl·lic que hi havia dins l'església; en aquest moment es cremà tot el que de combustible contenia. La peça més notable sembla, era el retaule major barroc, de fusta del qual resta, com a únic vestigi, el bust d'un ant que es guarda a la sagristia.
La reconstrucció fou feta poc després d'acabar la guerra. Segons es pot veure a les poques fotografies anteriors a aquesta que queden, al frontis de l'església desaparegut hi havia la portada, de marbre del país, barroca classicitzant (columnes, capitells i frontó rematat per esferes ornamentals), un rosetó i un seguit de badius de mig punt a la part superior que sonaven al terrabastall. El campanar era quadrat, amb arcs de mig punt i coberta de piràmide. Al mig de la plaça, davant la façana hi havia una creu de pedra damunt d'una alta columna, al mig de la qual, en baix relleu, hi havia la imatge de Sant Pere. Segons A. Cortada procedia de Sant Pere de Rodes i havia estat emplaçada davant l'entrada de la basílica del monestir. Només hem localitzat una foto borrosa on es veu la columna i a la major part de la creu queda darrere les branques d'un arbre. Segons el mateix autor el retaule barroc també procedia de Sant Pere de Rodes. La creu de terme fou destruïda el 1936. El retaule major és de l'any 1956 i substitueix el d'època barroca, que fou cremat.